# Synagoga Izraela Senderowicza w Łodzi
Synagoga Izraela Senderowicza w Łodzi – prywatny dom modlitwy znajdujący się w Łodzi przy ulicy Piotrkowskiej 12.
Synagoga została założona w 1895 roku z inicjatywy Izraela Senderowicza. Mogła ona pomieścić 30 osób. Podczas II wojny światowej hitlerowcy zdewastowali synagogę.  